# Jaime Brocal Remohí
Jaime Brocal Remohí (1936-2002) est un auteur de bande dessinée et illustrateur espagnol spécialisé dans l'heroic fantasy qui signait parfait Brocal Remohí, Jaime Brocal ou encore J. Brocal.
Actif de la fin des années 1950 aux années 1990, ce pilier de Selecciones Ilustradas a réalisé de nombreuses séries d'heroic fantasy pour les marchés espagnol, français anglais et américain.
Il a co-créé Ögan (es) (1963-1972), Kronan (es) (1972-1977), Arcane (1974-1979), Taar (1976-1988, avec Claude Moliterni) et réalisé de 1971 à 1974 plusieurs histoires dans les revues américaines Eerie et Creepy. Dans les années 1980, il a également réalisé de nombreuses biographies.